# Malaysian Open 2010 - Qualificazioni singolare
Le qualificazioni del singolare  del Malaysian Open 2010 sono state un torneo di tennis preliminare per accedere alla fase finale della manifestazione. I vincitori dell'ultimo turno sono entrati di diritto nel tabellone principale. In caso di ritiro di uno o più giocatori aventi diritto a questi sono subentrati i lucky loser, ossia i giocatori che hanno perso nell'ultimo turno ma che avevano una classifica più alta rispetto agli altri partecipanti che avevano comunque perso nel turno finale.
Le qualificazioni del Malaysian Open  2010 prevedevano 17 partecipanti di cui 4 sono entrati nel tabellone principale.

## Teste di serie
1. Igor' Andreev (Qualificato)
2. Tatsuma Itō (ultimo turno)
3. Laurent Recouderc (Qualificato)
4. Santiago González (ultimo turno)

1. Milos Raonic (Qualificato)
2. Nick Lindahl (secondo turno)
3. Joseph Sirianni (ultimo turno)
4. Jun Woong-sun (ultimo turno)

## Qualificati
1. Igor' Andreev
2. Milos Raonic

1. Laurent Recouderc
2. František Čermák

## Tabellone

### Legenda
| - Q = Qualificato - WC = Wild card - LL = Lucky loser | - ALT = Alternate - SE = Special Exempt - PR = Protected Ranking | - w/o = Walkover - r = Ritirato - d = Squalificato |

### Sezione 1
|  | Primo turno | Primo turno | Primo turno | Primo turno | Primo turno |  |  | Secondo turno | Secondo turno       | Secondo turno       | Secondo turno | Secondo turno |   |   | Ultimo turno | Ultimo turno  | Ultimo turno  | Ultimo turno | Ultimo turno |  |
|  |             |             |             |             |             |  |  |               |                     |                     |               |               |   |   |              |               |               |              |              |  |
|  |             |             |             |             |             |  |  |               |                     |                     |               |               |   |   |              |               |               |              |              |  |
|  |             |             |             |             |             |  |  | 1             | Igor' Andreev       | Igor' Andreev       | 7             | 6             |   |   |              |               |               |              |              |  |
|  |             |             |             |             |             |  |  |               | Christopher Rungkat | Christopher Rungkat | 6(1)          | 2             |   |   |              |               |               |              |              |  |
|  |             |             |             |             |             |  |  |               |                     |                     |               |               |   |   | 1            | Igor' Andreev | Igor' Andreev | 6            | 6            |  |
|  |             |             |             |             |             |  |  |               |                     | 8                   | Jun Woong-sun | Jun Woong-sun | 2 | 2 |              |               |               |              |              |  |
|  |             |             |             |             |             |  |  |               | Mohamed Nazim Khan  | Mohamed Nazim Khan  | 3             | 1             |   |   |              |               |               |              |              |  |
|  |             |             |             |             |             |  |  | 8             | Jun Woong-sun       | Jun Woong-sun       | 6             | 6             |   |   |              |               |               |              |              |  |
|  |             |             |             |             |             |  |  |               |                     |                     |               |               |   |   |              |               |               |              |              |  |

### Sezione 2
|  | Primo turno        | Primo turno        | Primo turno | Primo turno | Primo turno |  |  | Secondo turno | Secondo turno | Secondo turno | Secondo turno | Secondo turno |   |   | Ultimo turno | Ultimo turno | Ultimo turno | Ultimo turno | Ultimo turno |  |
|  |                    |                    |             |             |             |  |  |               |               |               |               |               |   |   |              |              |              |              |              |  |
|  |                    |                    |             |             |             |  |  |               |               |               |               |               |   |   |              |              |              |              |              |  |
|  |                    |                    |             |             |             |  |  | 2             | Tatsuma Itō   | 1             | 6             | 6             |   |   |              |              |              |              |              |  |
|  |                    |                    |             |             |             |  |  |               | Ross Hutchins | 6             | 2             | 1             |   |   |              |              |              |              |              |  |
|  |                    |                    |             |             |             |  |  |               |               |               |               |               |   |   | 2            | Tatsuma Itō  | Tatsuma Itō  | 64           | 2            |  |
|  | Scott Lipsky       | Scott Lipsky       | 4           | 7           | 6           |  |  |               |               | 5             | Milos Raonic  | Milos Raonic  | 7 | 6 |              |              |              |              |              |  |
|  | Travis Rettenmaier | Travis Rettenmaier | 6           | 6(1)        | 3           |  |  |               | Scott Lipsky  | Scott Lipsky  | 5             | 0             |   |   |              |              |              |              |              |  |
|  |                    |                    |             |             |             |  |  | 5             | Milos Raonic  | Milos Raonic  | 7             | 6             |   |   |              |              |              |              |              |  |
|  |                    |                    |             |             |             |  |  |               |               |               |               |               |   |   |              |              |              |              |              |  |

### Sezione 3
|  | Primo turno | Primo turno | Primo turno | Primo turno | Primo turno |  |  | Secondo turno | Secondo turno             | Secondo turno             | Secondo turno   | Secondo turno   |   |   | Ultimo turno | Ultimo turno      | Ultimo turno      | Ultimo turno | Ultimo turno |  |
|  |             |             |             |             |             |  |  |               |                           |                           |                 |                 |   |   |              |                   |                   |              |              |  |
|  |             |             |             |             |             |  |  |               |                           |                           |                 |                 |   |   |              |                   |                   |              |              |  |
|  |             |             |             |             |             |  |  | 3             | Laurent Recouderc         | Laurent Recouderc         | 6               | 6               |   |   |              |                   |                   |              |              |  |
|  |             |             |             |             |             |  |  |               | Ariez Elyaas Deen Heshaam | Ariez Elyaas Deen Heshaam | 2               | 2               |   |   |              |                   |                   |              |              |  |
|  |             |             |             |             |             |  |  |               |                           |                           |                 |                 |   |   | 3            | Laurent Recouderc | Laurent Recouderc | 6            | 6            |  |
|  |             |             |             |             |             |  |  |               |                           | 7                         | Joseph Sirianni | Joseph Sirianni | 1 | 3 |              |                   |                   |              |              |  |
|  |             |             |             |             |             |  |  |               | Johan Brunström           | Johan Brunström           | 4               | 4               |   |   |              |                   |                   |              |              |  |
|  |             |             |             |             |             |  |  | 7             | Joseph Sirianni           | Joseph Sirianni           | 6               | 6               |   |   |              |                   |                   |              |              |  |
|  |             |             |             |             |             |  |  |               |                           |                           |                 |                 |   |   |              |                   |                   |              |              |  |

### Sezione 4
|  | Primo turno | Primo turno | Primo turno | Primo turno | Primo turno |  |  | Secondo turno | Secondo turno     | Secondo turno     | Secondo turno    | Secondo turno |   |   | Ultimo turno | Ultimo turno      | Ultimo turno | Ultimo turno | Ultimo turno |  |
|  |             |             |             |             |             |  |  |               |                   |                   |                  |               |   |   |              |                   |              |              |              |  |
|  |             |             |             |             |             |  |  |               |                   |                   |                  |               |   |   |              |                   |              |              |              |  |
|  |             |             |             |             |             |  |  | 4             | Santiago González | Santiago González | 6                | 6             |   |   |              |                   |              |              |              |  |
|  |             |             |             |             |             |  |  |               | Philip Davydenko  | Philip Davydenko  | 1                | 3             |   |   |              |                   |              |              |              |  |
|  |             |             |             |             |             |  |  |               |                   |                   |                  |               |   |   | 4            | Santiago González | 4            | 6            | 4            |  |
|  |             |             |             |             |             |  |  |               |                   |                   | František Čermák | 6             | 4 | 6 |              |                   |              |              |              |  |
|  |             |             |             |             |             |  |  |               | František Čermák  | 4                 | 7                | 6             |   |   |              |                   |              |              |              |  |
|  |             |             |             |             |             |  |  | 6             | Nick Lindahl      | 6                 | 6                | 2             |   |   |              |                   |              |              |              |  |
|  |             |             |             |             |             |  |  |               |                   |                   |                  |               |   |   |              |                   |              |              |              |  |